# 前橋中央郵便局
前橋中央郵便局（まえばしちゅうおうゆうびんきょく）は群馬県前橋市にある郵便局。民営化前の分類では集配普通郵便局であった。

## 概要
住所：〒371-8799 群馬県前橋市城東町1-6-5

### 併設施設
- ゆうちょ銀行前橋店（さいたま支店前橋出張所）：取扱店番号040010
- 日本郵政首都圏郵政健康管理センター前橋分室
- なお、かんぽ生命保険群馬支店は高崎市の倉賀野郵便局に併設されている。

### 分室
分室はなし。過去に存在した分室は以下のとおり。
- 県庁前分室（04001A） - 1994年（平成6年）に廃止された。なお、代替として群馬県庁内郵便局が設置されている。
- 保険分室 - 簡易生命保険および郵便年金のみ取扱。1952年（昭和27年）に廃止。

## 沿革
- 1872年（明治5年） - 前橋郵便取扱所として開設[1]。
- 1873年（明治6年）2月9日 - 前橋郵便役所となる[1]。
- 1875年（明治8年）1月1日 - 前橋郵便局（三等）となる。同年10月1日より為替取扱を開始[1]。
- 1879年（明治12年）6月 - 貯金取扱を開始[1]。
- 1887年（明治20年）10月1日 - 前橋郵便電信局となる[1]。
- 1903年（明治36年）4月1日 - 通信官署官制の施行に伴い前橋郵便局となる[1]。
- 1947年（昭和22年）12月11日 - 郵便局で取り扱う電話通話事務を除く電話事務を前橋電話局に移管[2]。
- 1949年（昭和24年）5月1日 - 前橋市曲輪町に県庁内分室を設置。
- 1951年（昭和26年）1月21日 - 前橋市前代田に保険分室を設置。
- 1952年（昭和27年）10月13日 - 前橋市南曲輪町から同市曲輪町に移転するとともに、保険分室を廃止。
- 1956年（昭和31年）11月1日 - 県庁内分室にて電話通話および和文電報受付事務取扱を開始。
- 1966年（昭和41年）11月1日 - 県庁内分室における簡易生命保険および郵便年金の窓口事務を廃止。
- 1980年（昭和55年）3月10日 - 前橋市本町一丁目から、同市城東町一丁目に局舎を新築、移転。
- 1987年（昭和62年）7月1日 - 前橋中央郵便局に改称。
- 1992年（平成4年）8月3日 - 外国通貨の両替および旅行小切手の売買に関する業務取扱を開始。
- 1994年（平成6年）10月16日 - 県庁内分室を廃止。
- 2007年（平成19年）10月1日 - 民営化に伴い、併設された郵便事業前橋支店、ゆうちょ銀行前橋店に一部業務を移管。
- 2012年（平成24年）10月1日 - 日本郵便株式会社の発足に伴い、郵便事業前橋支店を前橋中央郵便局に統合。

## 取扱内容

### 前橋中央郵便局
- 郵便、印紙、ゆうパック、内容証明
- 生命保険、バイク自賠責保険、自動車保険、がん保険、引受条件緩和型医療保険 - 平日18時まで営業。
- 「371-00xx」「371-08xx」区域（前橋市（合併以前からの前橋市域の一部））の集配業務
- ゆうゆう窓口

### ゆうちょ銀行前橋店
- 貯金、貸付、為替、振替、振込、国際送金、外貨両替、トラベラーズチェック、国債、投資信託、変額年金保険 - 平日18時まで営業。
- ATM

## 風景印
- 表記は『前橋中央』
- 図案は『市街地を流れる広瀬川』・『萩原朔太郎の詩碑』・『赤城山』
- 使用開始日は1987年（昭和62年）7月1日

### 過去の風景印
- 1983年（昭和58年）7月23日 - 1987年（昭和62年）6月30日
  - 表記は『前橋』
  - 図案は『市街地を流れる広瀬川』・『萩原朔太朗の詩碑』・『赤城山』
- 2007年（平成19年）10月1日 - 2012年（平成24年）9月30日
  - 表記は『前橋』
  - 図案は『市街地を流れる広瀬川』・『萩原朔太朗の詩碑』・『赤城山』
民営化に伴いゆうゆう窓口に配備

## 周辺
- ベイシア文化ホール
- 群馬県立図書館
- 水と緑と詩の町前橋文学館
- 国道17号
- 国道50号

## アクセス
- 上毛電気鉄道上毛線 中央前橋駅から徒歩約9分
- JR両毛線 前橋駅から徒歩約19分
- 前橋コミュニティバス（マイバス） 中央郵便局停留所、もしくは日本中央バス 城東町一丁目停留所下車
- 関越自動車道 前橋ICから北東へ約5km
- 駐車場あり：30台